# اولریکا برگمان
اولریکا برگمان (انگلیسی: Ulrika Bergman؛ زادهٔ ۱۱ ژوئن ۱۹۷۵) ورزشکار کرلینگ اهل سوئد است.